# Sven Adolf Brandel
Sven Adolf Brandel (före 1880 Jönsson), född den 19 december 1851 i Åryds socken i Blekinge län, död den 15 februari 1918  i Växjö, var en svensk skolman.
Brandel var son till lantbrukarparet Jöns Svensson och Maria Persdotter. Efter att ha avlagt studentexamen vid läroverket i Landskrona inskrevs han 1871 vid Lunds universitet och i Blekingska nationen vars bibliotekarie han var 1876–1880. Brandel var under studenttiden även vice ordförande (1881) respektive ordförande (1882) för Lunds studentkår samt engagerad i Sällskapet CC. Han var vidare sångare och sjöng andrebas i en av studentsångaranföraren Henrik Möller särskilt sammansatt dubbelkvartett. En annan av medlemmarna häri, Knut Wintzell, har beskrivit Brandel som en "mycket populär man" och som studentskalden Albert Ulrik Bååths "förtrolige vän".
Studiemässigt bedrev Brandel utanför Lund även studier i historia i Köpenhamn såsom stipendiat 1880–1881 och senare i geografi i Tyskland 1908. Han avlade filosofie kandidatexamen 1875 och filosofie licentiatexamen 1883, bådadera i Lund. 
Som lärare gjorde Brandel provår i Lund 1876–1877 samt var vikarierande adjunkt på samma ort 1885–1886. Han undervisade i handelshistoria och handelsgeografi vid Göteborgs handelsinstitut 1887–1900 samt utnämndes i december 1899 till adjunkt i modersmålet, tyska och historia med geografi vid Växjö högre allmänna läroverk. Från 1905 undervisade han även i modersmålet samt historia med geografi vid Växjö elementarläroverk för flickor.
Brandel gifte sig första gången i Lund 1885 med fanjunkardottern Alma Christina Busch (1853–1893) och andra gången i Göteborg 1897 med lantbrukardottern Selma Christina Jönsson (född 1869). I det första äktenskapet föddes sonen Sven Brandel, sedermera arkitekt, och Elna Elisabeth Alma Richter, född Brandel (1888-1954).